# Caccobius pseudolaevis
Caccobius pseudolaevis là một loài bọ cánh cứng trong họ Bọ hung (Scarabaeidae).